# (34891) 2001 VR66
2001 VR66 (asteroide 34891) é um asteroide da cintura principal. Possui uma excentricidade de 0.13215580 e uma inclinação de 7.40437º.
Este asteroide foi descoberto no dia 10 de novembro de 2001 por LINEAR em Socorro.